# Julián Giménez
Julián Giménez Pilutik (San Isidro, Buenos Aires, Argentina, 6 de febrero de 1993) es un futbolista argentino. Juega de volante y su equipo actual es Flandria, club que milita en la Primera B de Argentina.

## Clubes
| Club     | País      | Año           | PJ  | Goles |
| -------- | --------- | ------------- | --- | ----- |
| Acassuso | Argentina | 2013-2018     | 112 | 3     |
| Flandria | Argentina | 2018-presente |     |       |